# NGC 6414
NGC 6414 ist eine 15,3 mag helle Galaxie vom Hubble-Typ S? im Sternbild Drache und etwa 732 Millionen Lichtjahre von der Milchstraße entfernt.
Sie wurde am 30. Mai 1886 von Lewis A. Swift entdeckt.